# Podkočna
Podkočna este o localitate din comuna Jesenice, Slovenia, cu o populație de 54 de locuitori.